# Jimmy Feigen
James "Jimmy" Feigen (Hilo, 26 de setembro de 1989) é um nadador norte-americano, campeão olímpico. Ainda ganhou uma medalha de prata nos Jogos Olímpicos de Londres 2012 por ter participado das eliminatórias do revezamento 4x100 m livre.